# Tobaksgrund, Nagu
Tobaksgrund är en ö nära Högsar i Nagu,  Finland.   Den ligger i Pargas stad i den ekonomiska regionen  Åboland  och landskapet Egentliga Finland. Ön ligger omkring 2 kilometer sydväst om Högsar, omkring 7 kilometer sydväst om Nagu kyrka,  42 kilometer sydväst om Åbo och 170 km väster om Helsingfors. Närmaste allmänna förbindelse är förbindelsebryggan vid Mattnäs som trafikeras av M/S Cheri.